# Michele Mazzarino
Michele Mazzarino (Pescina, 1 de septiembre de 1605 - Roma, 31 de agosto de 1648) fue un cardenal italiano y hombre de estado al servicio de Francia.
Fue hijo de Pietro Mazzarino y Ortensia Buffalini, y hermano menor del también cardenal Julio Mazarino.  En su bautizo recibió el nombre de Alessandro, que posteriormente cambiaría a Michele al tomar las órdenes religiosas.  
A los 15 años ingresó en la orden de los dominicos en el convento de Santa Maria sopra Minerva de Roma; posteriormente completó sus estudios en la universidad de Bolonia.
En 1642 el papa Urbano VIII le nombró Maestro General de su orden tras destituir a Niccolò Ridolfi, pero la posterior controversia motivada por esta destitución llevó a Mazzarino a renunciar al cargo en 1644 en favor de Tommaso di Roccamara.  En 1645 fue designado arzobispo de Aix-en-Provence, y en 1647 recibió el capelo cardenalicio con el título de Santa Cecilia por intermediación de su hermano.  
Ese mismo año Luis XIV le nombró virrey de Cataluña durante la ocupación que las tropas francesas llevaron a cabo sobre el principado en la guerra de los segadores; Mazzarino tomó posesión en enero de 1648, pero su delicado estado de salud le llevó a renunciar seis meses después. De regreso en Roma, murió a finales de agosto de 1648 a los 43 años de edad.  Fue enterrado en la iglesia de Santa Maria sopra Minerva.
| Predecesor: Niccolò Ridolfi | Magistri fratrum dominicanorum 1642 - 1644        | Sucesor: Tommaso di Roccamara |
| Predecesor: Louis de Bretel | Arzobispo de Aix-en-Provence 1645 - 1648          | Sucesor: Girolamo Grimaldi    |
| Predecesor: Luis de Condé   | Virrey francés de Cataluña Enero - agosto de 1647 | Sucesor: Luis de Condé        |